# Regentalbahn

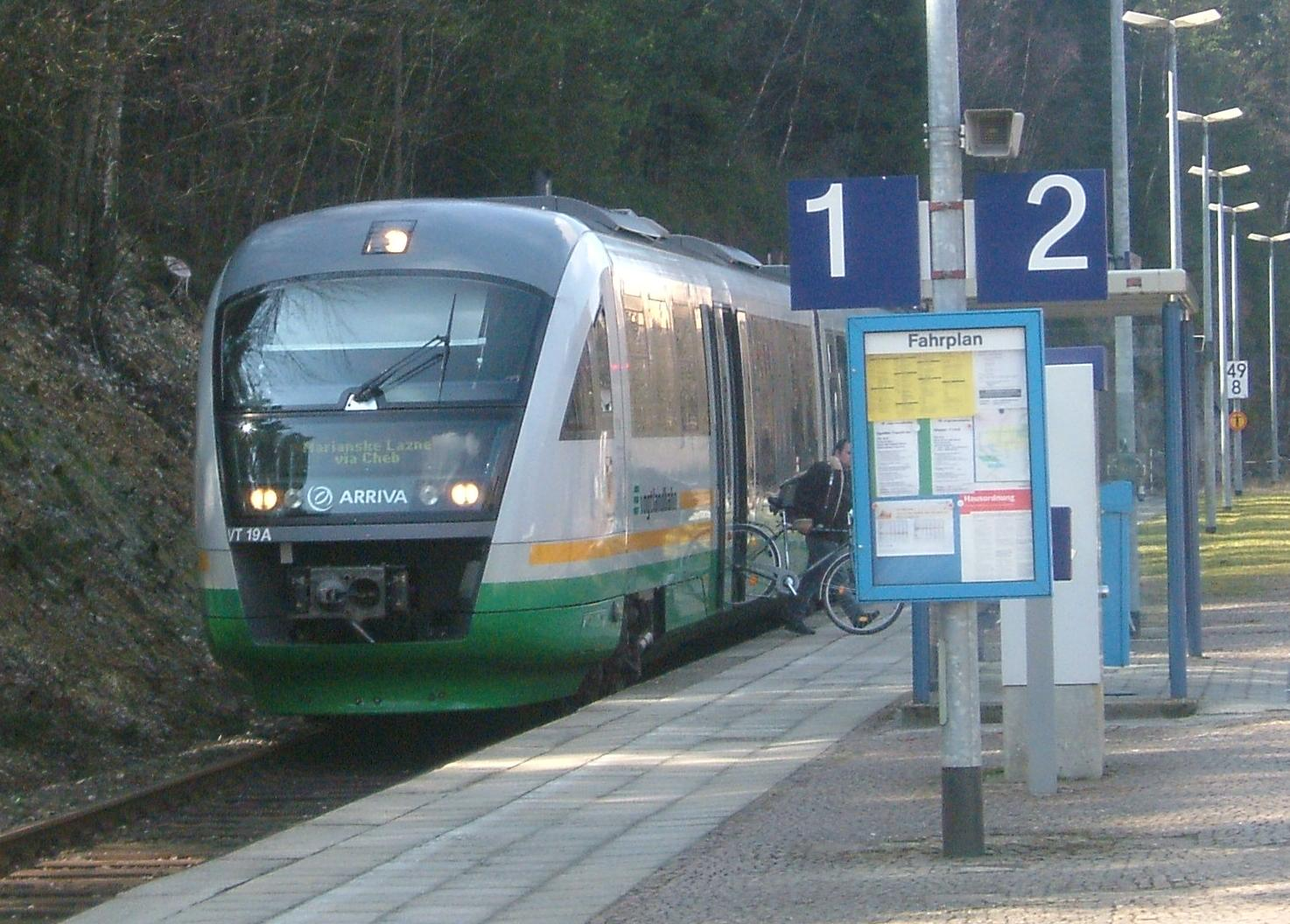
Siemens Desiro VT19a in Bad Brambach

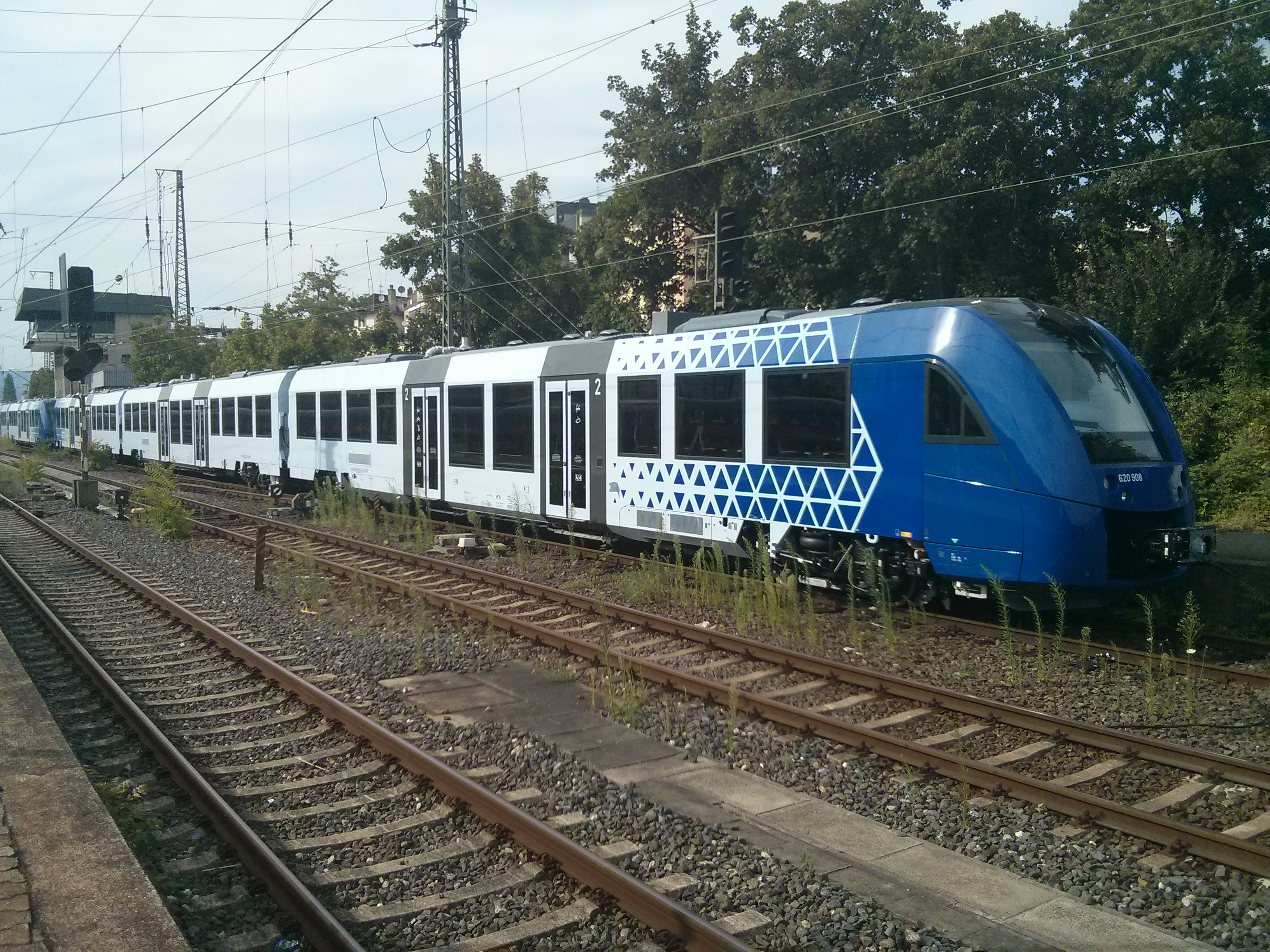
Alstom Coradia Lint 81 der Vlexx in Mainz

Das Verkehrsunternehmen Regentalbahn AG, abgekürzt RAG, wurde am 9. Mai 1889 als AG Lokalbahn Gotteszell–Viechtach gegründet und betreibt Eisenbahninfrastruktur sowie Personenregional- und Schienenfernverkehr in Bayern und Sachsen mit Verbindungen in die Tschechische Republik. Außerdem ist sie deutschlandweit am Schienengüterverkehr beteiligt.
Das Unternehmen ist im niederbayrischen Viechtach ansässig und gehört seit 2011 über seine Muttergesellschaft Netinera zur italienischen Ferrovie dello Stato Italiane (FS). Netinera war zwischen 2004 und 2010 unter dem Namen Arriva Deutschland Teil des europaweit tätigen Transportkonzerns Arriva. Aufgrund kartellrechtlicher Auflagen musste die Deutsche Bahn, die Arriva am 27. August 2010 übernommen hatte, die deutschen Aktivitäten dieses Unternehmens verkaufen.
Seit Dezember 2015 firmieren die Tochterunternehmen der Regentalbahn unter dem Dach der Länderbahn GmbH DLB, einer hundertprozentigen Tochter der Regentalbahn.

## Entstehung der Regentalbahn

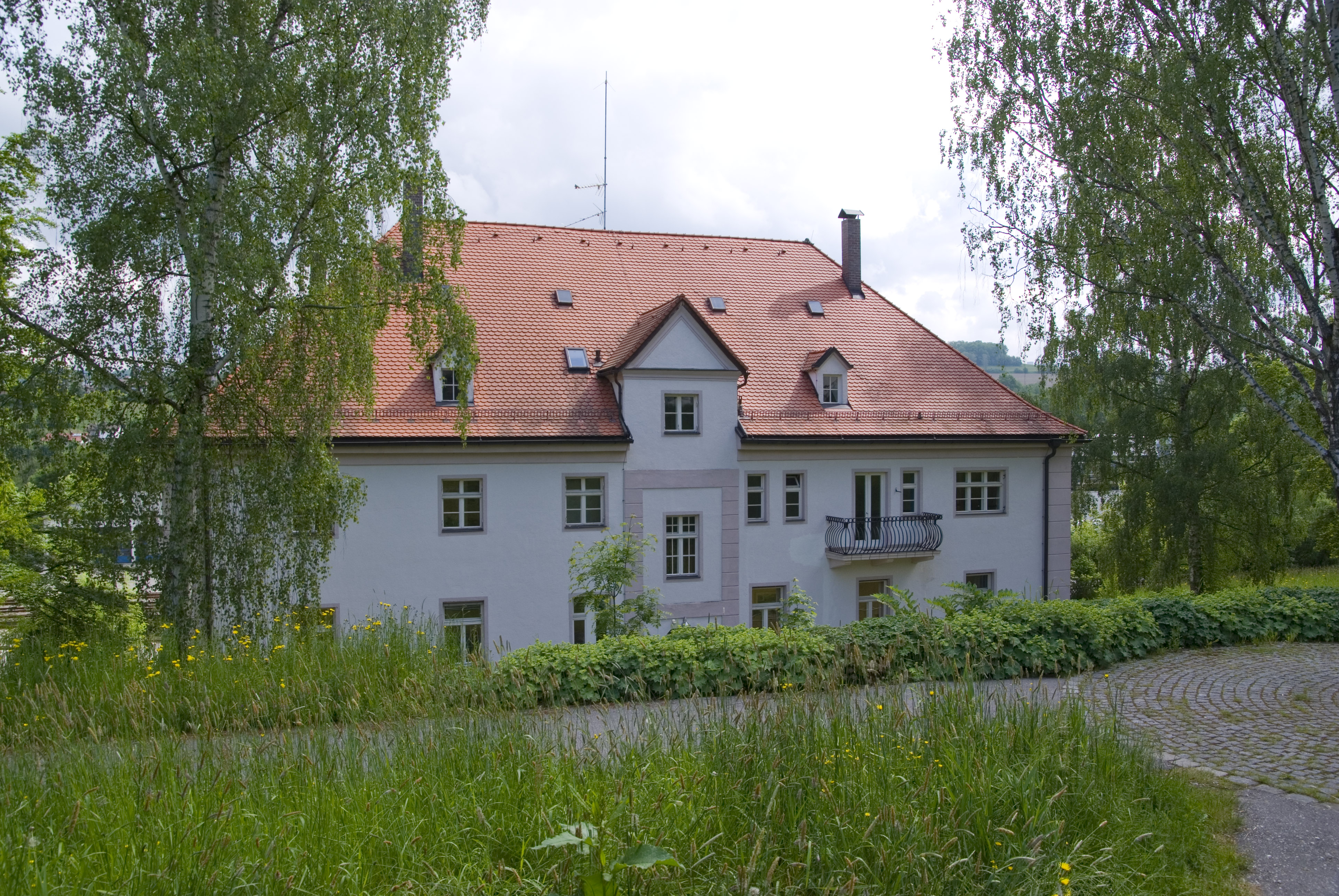
Verwaltung der Regentalbahn AG am Bahnhof Viechtach

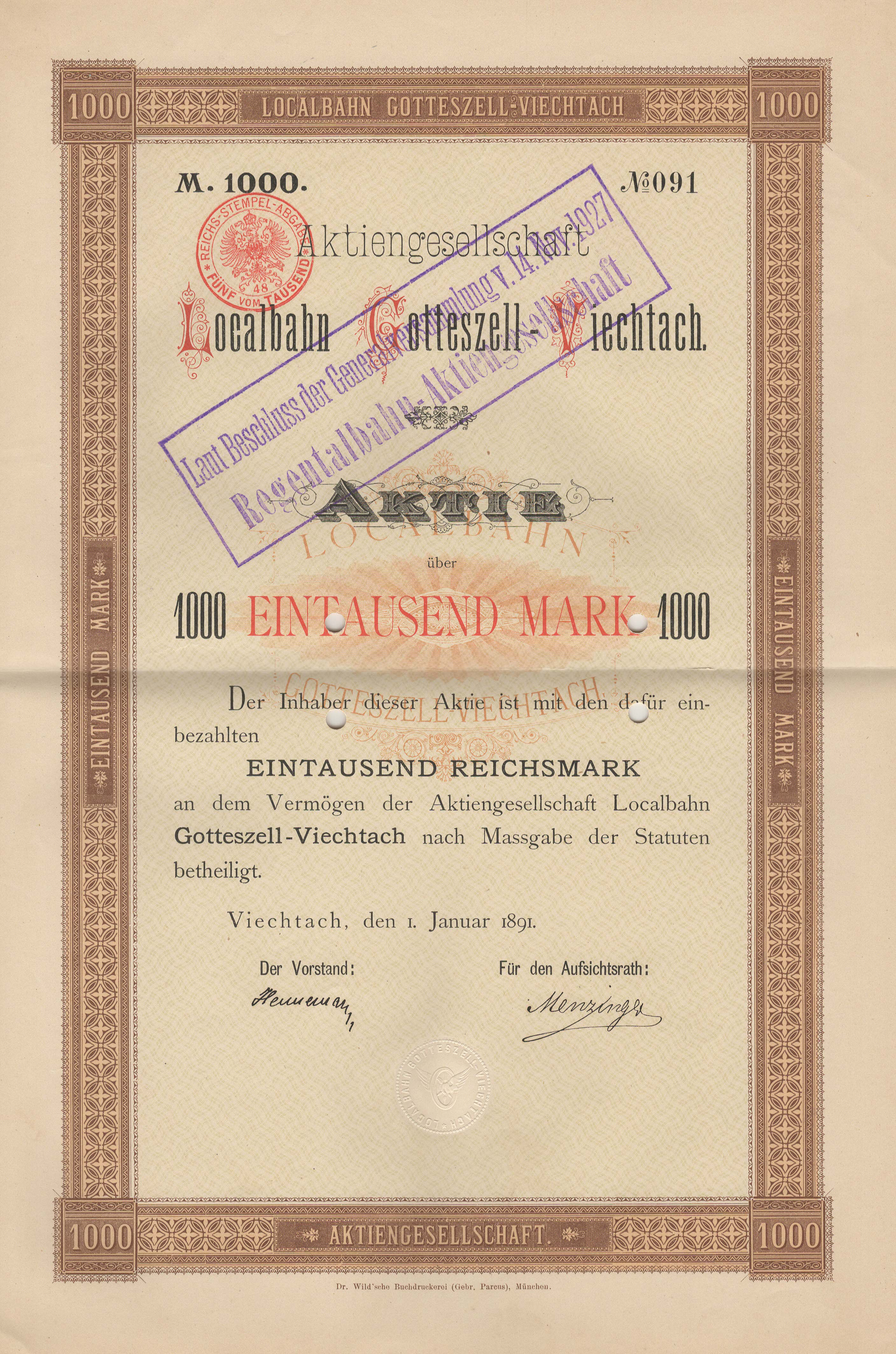
Aktie der Localbahn Gotteszell-Viechtach vom 1. Januar 1891, überstempelt mit dem neuen Firmennamen Regentalbahn AG

Aktie über 400 DM der Regentalbahn AG vom Dezember 1953

Am 9. Mai 1889 wurde auf Grund der „Konzession zur Herstellung und zum Betriebe einer normalspurigen Lokalbahn von Gotteszell nach Viechtach“ vom 28. April 1889 die AG Lokalbahn Gotteszell–Viechtach ins Leben gerufen.
Ab 10. November 1890 fuhren Güterzüge von Gotteszell nach Teisnach, zehn Tage später wurde der Gesamtverkehr auf dieser Eisenbahnstrecke bis Viechtach eröffnet. Die Gesellschaft erwarb 1903 die „Granitwerke Teisnach“ mit dem Steinbruch Prünst, der bis heute Schotter für den Streckenbau liefert.
1924/25 wurde der Neubau der Strecke von Viechtach nach Blaibach in Angriff genommen, auf der am 2. Januar 1928 der Güterverkehr und am 1. Februar 1928 der Personenverkehr eröffnet wurde. Damit war die Bahnstrecke Gotteszell–Blaibach vollendet, die als solche ebenfalls als „Regentalbahn“ bezeichnet wird.
Am 1. Januar 1928 kam noch die „Lokalbahn Deggendorf–Metten“ dazu, die mit der sich nun „Regentalbahn AG“ nennenden Lokalbahn Gotteszell–Viechtach fusionierte.
Zum 1. Januar 1973 übernahm die Regentalbahn ferner die ebenfalls über achtzigjährige „AG Lokalbahn Lam–Kötzting“, für die sie schon seit 1967 die Betriebsführung innehatte.
Im Jahr 2002 etablierte man für die RAG den Markennamen Die Länderbahn, der deutlich machen soll, dass die Bahngesellschaft in Bayern, Sachsen, Thüringen sowie in der Tschechischen Republik tätig ist. Gleichzeitig wurde das Erscheinungsbild des Unternehmens und seiner Tochtergesellschaften strukturiert und neu gestaltet.
Die Regentalbahn ist Mitglied im Tarifverband der Bundeseigenen und Nichtbundeseigenen Eisenbahnen in Deutschland (TBNE).
Am 18. Mai 2017 wurde die Regentalbahn Aktiengesellschaft formwechselnd in die Regentalbahn GmbH umgewandelt.

## Tochtergesellschaften
Seit den 1970er Jahren ist die Zeit von Modernisierung und Rationalisierungsmaßnahmen geprägt, eine große Anzahl Triebwagen wurde angeschafft (zunächst gebrauchte, seit den 1980er Jahren auch neue) und verschiedene Unternehmensbereiche in Tochtergesellschaften ausgegliedert.
1980 wurde das Granitwerk Prünst in eine GmbH eingebracht, an der die Regentalbahn zur Hälfte beteiligt war. Diese Beteiligung wurde 2005 veräußert.
Daneben entstanden unter dem Dach der Regentalbahn folgende vollständige Tochterunternehmen:
- 1979–2004 die Regental Kraftverkehrs GmbH (RKG)
- 1988–2015 die Regental Bahnbetriebs-GmbH (RBG)
- 1989–2015 die Regental Fahrzeugwerkstätten GmbH (RFG)
- 1998 die Vogtlandbahn GmbH (VBG) (seit Dezember 2015: Die Länderbahn GmbH DLB)
- 2012 die Vlexx GmbH

Von 1993 bis Dezember 2013 betrieb die Regental Bahnbetriebs-GmbH alle Strecken der Zwieseler Spinne: Plattling–Bayerisch Eisenstein, Zwiesel–Grafenau und Zwiesel–Bodenmais im Auftrag der Deutsche-Bahn-Tochter DB Regio Bayern unter dem Markennamen Waldbahn. In deren Auftrag befuhr sie seit 2001 unter dem Markennamen Oberpfalzbahn nicht nur die eigene Strecke Bad Kötzting – Lam, sondern auch die Strecken Schwandorf – Cham – Furth im Wald, Cham – Waldmünchen und Cham – Bad Kötzting. Außerdem gehörte zur Regental Bahnbetriebs-GmbH die Güterverkehrssparte Regental Cargo, die bundesweit Güterzüge fuhr. Sie hatte ihren Betriebsmittelpunkt in Neuenmarkt-Wirsberg mit einer Außenstelle in Zwickau und war in das Güterwagen-Netzwerk Eccocargo eingebunden.
Seit Dezember 2013 betreibt die Länderbahn die Zwieseler Spinne und seit Dezember 2014 die Oberpfalzbahn in Eigenregie. Zum Betriebsstart im Dezember 2013 wurde in Zwiesel eine eigene kleine Werkstatt für die Wartung der eingesetzten Fahrzeuge errichtet.
Die am 1. Januar 1998 gegründete Vogtlandbahn übernahm die der RBG in Sachsen übertragenen Verkehrsleistungen. Von 2005 bis 2012 bot sie als eigenwirtschaftlichen Fernzug den Vogtland-Express, der einmal täglich das Vogtland mit Berlin verband, an.
Im Dezember 2003 startete man als Ersatzverkehr für die eingestellte Interregio-Linie 25 in Zusammenarbeit mit der EuroThurbo (seit Anfang 2005 SBB GmbH) den Allgäu-Express (alex) zwischen München und Oberstdorf. Nachdem die Regentalbahn im Dezember 2005 die Ausschreibung für die nächste, längere Ausschreibungsperiode gewonnen hatte, ist sie seit dem Fahrplanwechsel im Dezember 2007 für den Fernverkehr nicht nur auf der Strecke von München nach Oberstdorf, neu mit Zugteil nach Lindau, verantwortlich, sondern auch auf den Strecken München – Regensburg – Hof und München – Regensburg – Furth im Wald – Prag. Die Marke alex wurde beibehalten, wurde aber nunmehr als Arriva-Länderbahn-Express gedeutet; der Verkehr wird von der Vogtlandbahn abgewickelt. Seit 2010 wird er nur noch als alex bezeichnet, der Name Arriva-Länderbahn-Express entfiel.
Zum 1. Januar 2004 verkaufte die Regentalbahn aus wirtschaftlichen Gründen ihr Tochterunternehmen Regental Kraftverkehrs GmbH an die Regionalbus Ostbayern. Das Busverkehrsunternehmen übernahm die Fahrzeuge und Beschäftigten und betreibt die Omnibuslinien von Viechtach und Lam aus weiter.
Die Regental Fahrzeugwerkstätten betreibt Werkstätten für alle Bahnen der Länderbahn: Eine am Stammsitz Viechtach im Bayerischen Wald, eine weitere in Neumark im Vogtland und in Schwandorf. Sie wurde an der Strecke nach Furth im Wald neu gebaut und am 22. Dezember 2007 eingeweiht. Dort werden die Regio-Shuttle-Triebwagen der Oberpfalzbahn und die Lokomotiven und Wagen des Alex gewartet. In Zwiesel wurde eine weitere kleinere Werkstätte gebaut. Um leichtere Instandhaltungen durchzuführen, wurde dort am Betriebsmittelpunkt der Waldbahn eine zweigleisige 35 Meter lange und 15½ Meter breite Halle inklusive Sozialtrakt errichtet. Die Werkstätte wurde im Dezember 2013 eröffnet.
Aus der im Sommer 2006 veröffentlichten Ausschreibung der Regionalbahn-Leistungen auf den Bahnstrecken Freilassing – Bad Reichenhall und Bad Reichenhall – Berchtesgaden ging im Oktober desselben Jahres die Berchtesgadener Land Bahn, ein Konsortium aus der Regentalbahn und der Salzburg AG, als Sieger hervor, die den Verkehr zum Fahrplanwechsel im Dezember 2009 übernommen hatte.
Zur Regentalbahn gehören heute über Die Länderbahn DLB folgende Konzernteile und Marken:
- alex (seit 2003)
- Berchtesgadener Land Bahn (gemeinsame Tochtergesellschaft mit der Salzburg AG)
- Oberpfalzbahn (seit 2001)
- Regental Cargo (Güterverkehr)
- Regentalwerke
- Trilex (seit 2009)
- Vogtlandbahn
- Waldbahn (seit 1996)
- Die Länderbahn CZ (seit 2019)

Außerdem stellt die Vlexx eine eigenständige Tochtergesellschaft der Regentalbahn dar.

## Eigentumsverhältnisse
Die Aktien der Regentalbahn waren lange Zeit auf zahlreiche Eigentümer aufgeteilt. Dazu gehörten 1940 das Deutsche Reich, das Land Bayern, die Bayerische Staatsbank und die Deutsche Reichsbahn. Bis zum Jahr 1982 hatte der Freistaat Bayern 76,9 Prozent der Aktien erlangt. Der Rest verteilte sich auf Städte und Gemeinden, die Benediktinerabtei Metten und Privatpersonen. Im Herbst 2004 verkaufte der Freistaat die Aktienmehrheit an das europaweit tätige britische Verkehrsunternehmen Arriva. Dessen deutsches Tochterunternehmen Arriva Deutschland erhöhte durch weitere Zukäufe seinen Anteil an der Regentalbahn bis Mai 2006 auf 100 Prozent. Arriva ihrerseits wurde 2010 von der Deutschen Bahn aufgekauft. Diese musste Arriva Deutschland allerdings aus wettbewerbsrechtlichen Gründen weiterverkaufen. Den Zuschlag erhielt im Dezember 2010 die italienische Staatseisenbahn Ferrovie dello Stato Italiane (FS), die das Unternehmen zusammen mit dem französisch-luxemburgischen Finanzinvestor Cube Infrastructure übernahm. Die neuen Eigentümer benannten Arriva Deutschland im März 2011 in Netinera um.

## Eisenbahninfrastrukturunternehmen
Nach der Übernahme der AG Lokalbahn Lam–Kötzting am 1. Januar 1973 erreichte das Streckennetz des Unternehmens mit 61,7 km seine größte Ausdehnung. Nach der Stilllegung der Streckenabschnitte Fichtental–Blaibach am 4. Februar 1991 (8,9 km), der Bahnstrecke Deggendorf–Metten am 1. August 1993 (4,2 km) und des Streckenabschnittes Viechtach–Fichtental am 1. September 1993 (6,0 km) betreibt die Regentalbahn heute noch ein Streckennetz mit einer Länge von 42,6 km als Eisenbahninfrastrukturunternehmen.

## Fahrzeuge

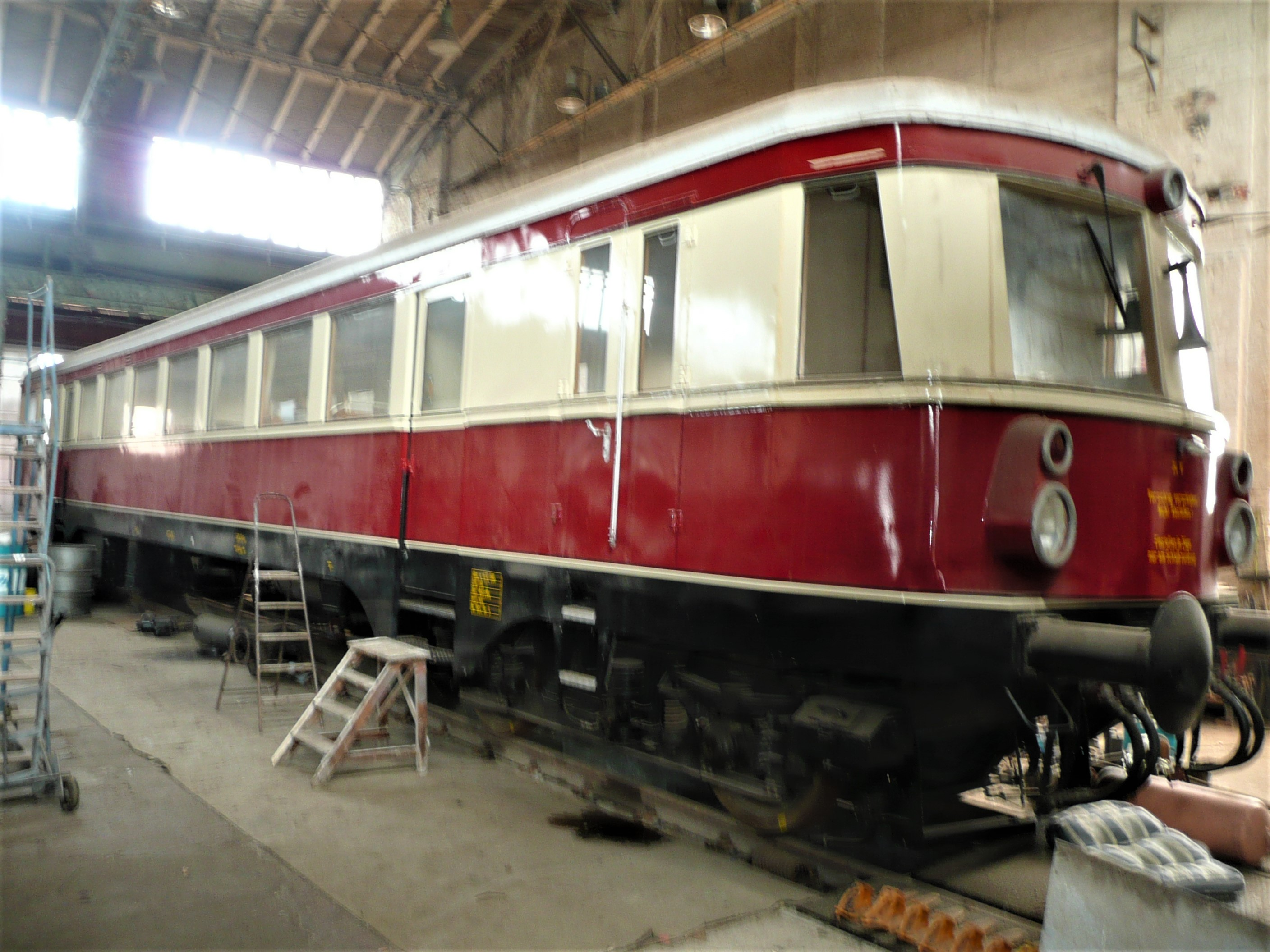
VT 01 im nicht fahrfähigem Zustand im Triebwagenmuseum Dessau

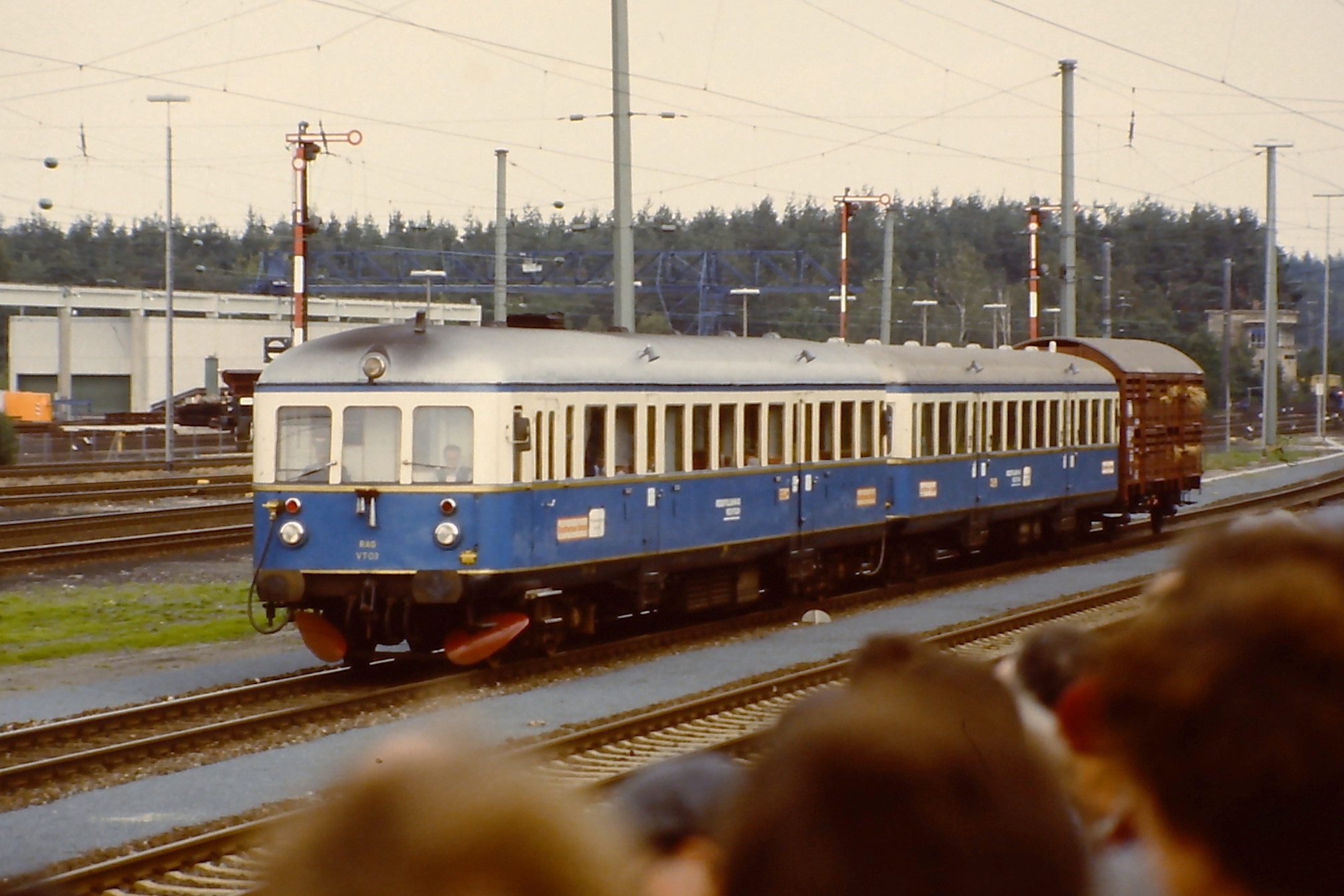
VT 03 mit Steuerwagen Esslinger Triebwagen

Die ersten Lokomotiven der Regentalbahn waren dreiachsige Dampflokomotiven. Die Lok Anna ist beim Bayerischen Localbahnverein noch erhalten. Auch die folgenden stärkeren Dampflokomotiven trugen Namen. Zwischen 1961 und 1980 war bei der Regentalbahn mit der sechsachsigen Diesellok D 1 (später D 01) das einzige Exemplar der Baureihe DG 2000 CCE (Beiname „Hans der Große“) in Betrieb.
Nach ersten Versuchen mit Triebwagen wurde 1940 der Dieseltriebwagen VT 01 von der Dessauer Waggonfabrik geliefert. Dieses Fahrzeug ist erhalten geblieben und kann mit Stand 2019 in gutem nicht fahrfähigen Zustand im Triebwagenmuseum Dessau besichtigt werden. Bei Auslieferung war das Fahrzeug rot/beige lackiert.
In den 1950er und 1960er Jahren wurden mehrere Esslinger Triebwagen gebraucht gekauft. Einer dieser Triebwagen ist im Touristikverkehr im Einsatz. In eigener Werkstatt wurden zwei Akkutriebwagen in dieselelektrische Triebwagen umgebaut. 1981 und 1985 wurden zwei NE 81 neu mit passenden Steuerwagen (1985) gekauft. All diese Triebwagen waren blau mit weißem Fensterband gehalten. Inzwischen kommen 25 Stadler Regio-Shuttle RS1 zum Einsatz, in überwiegend grüner und oranger Farbgebung.